# Tjoeleni (Kaspische Zee)
Tjoeleni (Russisch: Тюлений; "robbeneiland" of "zeehondeneiland") is een onbewoond Russisch eiland in het noordwestelijke deel van de Kaspische Zee op 47 kilometer ten oosten van de westelijke zeekust en 30 kilometer ten noordoosten van de Landengte van Soejoetkina, nabij de ingang van de Golf van Kizljar. Bestuurlijk gezien behoort het tot de autonome deelrepubliek Dagestan.
Het eiland is laag en zanderig en meet ongeveer 8 bij 6 kilometer. Er komen veel Kaspische zeehonden voor, waarnaar het eiland door pelsjagers werd genoemd. Het eiland is deels moerassig, waardoor er ook veel vogels voorkomen.
Op het eiland bevindt zich een weerstation. In de sovjetperiode bevond zich er ook een werknederzetting waar in de winter op zeehonden werd gejaagd en in de zomer werd gevist.